# Adam Rosé
Pour les articles homonymes, voir Rosé.
Adam Karol Rosé, Adam-Charles Rosé (1895-1951), est un économiste et homme politique polonais. 

## Biographie
Adam Karol Rose, connu en France sous le nom d’Adam Rosé, naît le 10 août 1895 à Nałęczów dans la voïvodie de Lublin en Pologne. Il est le fils de Charles et Anna Leow. Il fait des études d’économie à Poznań et d’agriculture à Berlin. 
En 1910, il devient membre d’une société secrète d’étudiants créée par l’écrivain Thomas Zan. Il participe en février 1919 à l'insurrection de Wielkopolska pour le rattachement de la région de Poznań à la Pologne. Il est également mobilisé lors de la guerre entre la Pologne et l’Union soviétique de 1920.
Adam Rosé épouse en 1921 Lucie Martin (née en 1898), qui travaille alors à la Société des Nations à Genève (Suisse). Elle est la fille du journaliste français Arthur Martin et d’Henriette Martin-Le Dieu. Ils auront deux enfants, Stephen (né en 1922) et Marie-France Skuncke (pl) (1924-2007), interprète notamment au procès de Nuremberg (1946). Lucie Adam-Rosé écrira une biographie de sa sœur, Marietta (1902-1944), écrivain et résistante à l’occupation nazie, qui contribuait au journal La France continue.

## Économiste et homme politique
Adam Rosé commence à travailler comme assistant à la faculté d’agronomie de l’Université de Varsovie puis collabore au Bureau international du travail et à la Société des Nations. Il soutient son doctorat en 1922. En 1929, il est professeur à l'Université nationale polytechnique de Lviv puis il enseigne en 1930 la politique agraire à l’Université de Varsovie.
En 1931, il est directeur au ministère de l'économie et s’efforce de préparer des mesures anti-crise pour pallier l'effondrement des marchés mondiaux. Il quitte ses fonctions en octobre 1935, à la suite de désaccords avec le ministre de l'agriculture Juliusz Poniatowski (pl).
Le 20 août 1936, il est nommé vice-ministre de l'industrie et du commerce auprès de Joseph Beck. Il s’efforce de travailler à une industrialisation accélérée du pays, en créant notamment une métallurgie. Il défend les aspirations coloniales du gouvernement polonais, afin de permettre l'émigration d’une partie des Juifs dans des terres à acquérir outre-mer.
Juste avant le déclenchement de la Seconde Guerre mondiale, il participe aux négociations pour le développement de la coopération économique entre la Pologne et la France.
Après la défaite contre l’Allemagne, il organise l'évacuation de l'armée et devient en 1940 consul à Toulouse du gouvernement polonais en exil. Il est secrétaire de la Croix-Rouge polonaise en France, contribuant à l’accueil des réfugiés. Recherché par la Gestapo, il se réfugie à Genève (Suisse). Il y rédige plusieurs ouvrages, dont une encyclopédie en trois volumes "La Pologne 1919-1939" (Neuchâtel, 1946).
Après la guerre, il devient conseiller de Ludwik Grosfeld (pl), ministre du commerce et représente la Pologne dans des commissions de l’Organisation des Nations unies (ONU).
En 1949, en désaccord avec le régime communiste, il émigre à nouveau et s’installe à Paris. Malgré des difficultés financières et une santé qui se détériore, il donne des conférences et publie des articles sur la nécessité de l'intégration économique de l'Europe. Il est membre associé de l’Académie des sciences morales et politiques.
Adam Rosé meurt le 9 novembre 1951 à Paris. Il était décoré de l’ordre de Léopold (Belgique), de la Légion d'honneur (France), de l'ordre de l'Aigle blanc et de l’ordre Polonia Restituta (Pologne).